# Trương Quốc Hoa
Trương Quốc Hoa (tiếng Trung giản thể: 张国华, bính âm Hán ngữ: Zhāng Guóhuá, sinh tháng 11 năm 1964, người Hán) là chính trị gia nước Cộng hòa Nhân dân Trung Hoa. Ông là Ủy viên dự khuyết Ủy ban Trung ương Đảng Cộng sản Trung Quốc khóa XX, hiện là Thường vụ Tỉnh ủy, Phó Tỉnh trưởng Hà Bắc, Bí thư Ủy ban Công tác Đảng, Chủ nhiệm Tân khu Hùng An. Ông từng là Thường vụ Tỉnh ủy, Bộ trưởng Bộ Thống Chiến Tỉnh ủy Vân Nam; Phó Tỉnh trưởng Vân Nam.
Trương Quốc Hoa là đảng viên Đảng Cộng sản Trung Quốc, học vị Cử nhân Hóa sinh, Nghiên cứu sinh Luật học. Ông có sự nghiệp hơn 30 năm ở quê nhà Giang Tô trước khi được điều chuyển tới các địa phương khác.

## Xuất thân và giáo dục
Trương Quốc Hoa sinh vào tháng 11 năm 1964 tại huyện Ngô Giang, nay là quận thuộc địa cấp thị Tô Châu, tỉnh Giang Tô, Cộng hòa Nhân dân Trung Hoa. Ông lớn lên và tốt nghiệp cao trung ở Ngô Giao, học Trường chuyên khoa Sư phạm Tô Châu từ tháng 9 năm 1983 về sinh vật học của khoa hóa sinh, tốt nghiệp tháng 9 năm 1985, rồi sau đó theo học hệ sinh vật của Đại học Sư phạm Nam Kinh cho đến tháng 8 năm 1987. Từ tháng 9 năm 1995, ông tham gia chương trình nghiên cứu sinh của Trường Luật Đại học Tô Châu về pháp luật kinh tế quốc tế cho đến tháng 5 năm 1998. Ngoài ra, ông từng sang Đức theo chương trình bồi dưỡng, huấn luyện về nghiên cứu quản lý công cộng dành cho nhân tài quản lý cấp cao của tỉnh Giang Tô giai đoạn tháng 7–9 năm 2004. Trương Quốc Hoa được kết nạp Đảng Cộng sản Trung Quốc vào tháng 6 năm 1985 ở Sư phạm Tô Châu.

## Sự nghiệp

### Giang Tô
Tháng 8 năm 1987, sau khi hoàn thành hai khóa học ở Sư phạm Tô Châu và Sư phạm Nam Kinh, Trương Quốc Hoa được Sư phạm Tô Châu nhận làm giảng viên thực tập, trợ giảng 2 năm 1987–89, đến tháng 9 năm 1989 thì chuyển sang Đoàn Thanh niên Cộng sản Trung Quốc tỉnh Giang Tô, phân về Tô Châu làm cán bộ bộ phận công tác thanh niên của Thị đoàn Tô Châu. Vào tháng 10 năm 1991, ông là Phó Tổng thư ký Hội Liên hiệp Thanh niên Tô Châu, cấp phó khoa, rồi lần lượt là Phó Trưởng ban Quản lý sự nghiệp cơ quan Thị đoàn, Phó Trưởng ban Công tác thanh niên từ tháng 6 năm 1992, và là Trưởng ban này từ tháng cuối năm 1993. Trong giai đoạn này, ông từng được điều về trấn Bát Sách của quê nhà Ngô Giang làm Trợ lý Bí thư Trấn ủy từ tháng 5 năm 1992 đến tháng 5 năm 1993. Tháng 8 năm 1995, Trương Quốc Hoa rời khối thanh niên, được điều tới Cục Vật tư Tô Châu làm người phụ trách bộ phận tái cơ cấu, cấp trưởng khoa, được gần 1 năm thì điều động làm Phó Giám đốc Công ty hữu hạn cổ phần Vật tư Tô Châu – xí nghiệp nhà nước đã được tái cơ cấu từ Cục Vật tư mà ông công tác trước đó. Tháng 3 năm 1998, ông được bổ nhiệm làm Phó Tổng thư ký Chính phủ Tổ Châu, cho đến cuối năm 2002 thì điều về thành phố cấp huyện Côn Sơn nhậm chức Phó Bí thư Thị ủy, Thị trưởng, kiêm Chủ nhiệm Ủy ban Quản lý Khu khai phát kỹ thuật kinh tế Công Sơn. Đến tháng 6 năm 2006, ông là Bí thư Thị ủy Côn Sơn, kiêm Bí thư khu kinh tế Côn Sơn nguyên một nhiệm kỳ 2006–11. Tháng 4 năm 2011, Trương Quốc Hoa được điều tới địa cấp thị Nam Thông, nhậm chức Phó Bí thư Thị ủy, Thị trưởng Nam Thông, và công tác ở đây tròn một nhiệm kỳ nữa giai đoạn 2011–16. Đến tháng 1 năm 2016, ông được điều tới địa cấp thị Từ Châu làm Bí thư Thị ủy, Chủ nhiệm Ủy ban Thường vụ Nhân đại Từ Châu.

### Cấp cao
Tháng 1 năm 2018, sau hơn 30 năm công tác ở quê nhà Giang Tô, Trương Quốc Hoa được điều tới Vân Nam, nhậm chức Phó Tỉnh trưởng, Thành viên Đảng tổ Chính phủ Nhân dân tỉnh Vân Nam. Sang tháng 4 năm 2020, ông được bầu vào Ủy ban Thường vụ Tỉnh ủy, phân công làm Bộ trưởng Bộ Công tác Mặt trận Thống nhất Tỉnh ủy Vân Nam, kiêm Phó Bí thư Đảng tổ Ủy ban Vân Nam Chính hiệp Trung Quốc.
Cuối năm 2020, Trương Quốc Hoa được điều tới Hà Bắc, chỉ định vào Ủy ban Thường vụ Tỉnh ủy, Thành viên Đảng tổ Chính phủ Nhân dân tỉnh Hà Bắc, được phân công làm Bí thư Ủy ban Công tác Đảng Tân khu Hùng An, Chủ nhiệm Ủy ban Quản lý tân khu này. Sang đầu năm 2021, ông được bầu làm Phó Tỉnh trưởng Hà Bắc, tiếp tục quản lý Hùng An. Cuối năm 2022, ông là đại biểu của đoàn Hà Bắc dự Đại hội Đảng Cộng sản Trung Quốc lần thứ XX. Trong quá trình bầu cử tại đại hội, ông được bầu là Ủy viên dự khuyết Ủy ban Trung ương Đảng Cộng sản Trung Quốc khóa XX.